# Claus Berg
Claus Berg (født i den sidste fjerdedel af det 15. århundrede i Lübeck; død ca. 1535) var en oprindelig tysk billedhugger, der havde et værksted i Lübeck og senere i Odense.

## Biografi
Berg havde allerede fra ca. 1510-15 skabt sig et navn som billedhugger i Lübeck. Berg og hans medfølgende 12 lybske svende blev omkring 1515 indkaldt til Danmark af kong Hans' dronning, Christine, der satte ham meget højt. Hun skænkede ham en gård i Odense og en af sine jomfruer til ægte og holdt hans søn, der siden blev præst ved Sankt Nicolai Kirke i København og biskop i Norge, over dåben.
Berg udførte tegningen, og hans 12 lybske svende udskar den navnkundige altertavle, "Kristi Lidelseshistorie" til den tidligere Gråbrødre Kirke i Odense med portrætter af Christian 2. og kong Hans samt deres familie. Altertavlen overgik ved Gråbrødre Kirkes nedbrydning 1806 til Vor Frue Kirke i Odense og blev efterfølgende, fra 1885, placeret i Sankt Knuds Kirke i Odense (også kendt som Odense Domkirke).
Om Bergs øvrige kunstneriske virksomhed vides intet med sikkerhed, men han tilskrives en lang række værker, blandt andre fløjalteret i Vor Frue Kirke i Aarhus. Hans navn har ligeledes været sat i forbindelse med altertavlen i Sanderum Kirke og et trækrucifiks i Sorø Klosterkirke.
Den trefløjede altertavle, et triptykon, fra ca. 1530 i Bregninge Kirke (Ærø), er udført af Claus Berg på hans værksted i Odense. Altertavlens midterfelt viser Jesu korsfæstelse på Golgata. I altertavlens sidefløje er der 16 figurer, som forestiller forskellige helgener.

## Oversigt over værker tilskrevet Claus Berg
- Krucifiks i Brahetrolleborgs Kirke (Kloster Holme omkring år 1500)
- Altertavle i Marienkirche i Wittstock omkring 1520
- Altertavle i Gråbrødre Klosterkirke (Odense) (senere overført til Sankt Knuds Kirke (Odense)), udført omkring 1515-1525
- Trefløjet altertavle i Bregninge Kirke (Ærø)
- Alter i landsbyen Rom, Mecklenburg
- Underste del af det sengotiske alter i St. Marien kirken, Wittstock (kreds Potsdam)
- Tofløjet alter, St. Willibaldkirche i Læk (kreds Nordfrisland / Sydslesvig)
- Madonna statue i Sandager Kirke på Vestfyn

- Claus Bergs altertavle i Sankt Knuds Kirke i Odense
- Detalje fra altertavlen i Sankt Knuds Kirke i Odense
- Bergs altertavle fra Vor Frue Kirke (Århus)
- Claus Bergs altertavle i Bregninge Kirke (Ærø)
- Detalje fra altertavlen Bregninge Kirke, Ærø
- Detalje fra altertavlen i Bregninge Kirke, Ærø
- Detalje fra altertavlen i Bregninge Kirke, Ærø
- Apostlen Johannes og Maria, Bregninge Kirke, Ærø